# Březník
Březník település Csehországban, a Třebíči járásban. Březník Kuroslepy, Kladeruby nad Oslavou, Náměšť nad Oslavou, Kralice nad Oslavou, Sedlec és Sudice településekkel határos. Lakosainak száma 698 fő (2024. január 1.).

## Népesség
A település lakosságának változását az alábbi diagram mutatja:
| Lakosok száma | 661  | 791  | 855  | 887  | 782  | 651  | 672  | 685  | 685  | 698  |
|               | 1869 | 1900 | 1921 | 1961 | 1980 | 2011 | 2016 | 2019 | 2021 | 2024 |